# Heteronyx terrena
Heteronyx terrena är en skalbaggsart som beskrevs av Blackburn 1892. Heteronyx terrena ingår i släktet Heteronyx och familjen Melolonthidae. Inga underarter finns listade i Catalogue of Life.